# Феодосийская епархия
Феодоси́йская епархия — епархия Русской православной церкви, объединяющая приходы и монастыри в восточной части Республики Крым (в границах Феодосии, Керчи, Судака и Ленинского района). Входит в состав Крымской митрополии.
С 20 декабря 2012 года была в составе Украинской православной церкви (Московского патриархата). 7 июня 2022 года принята в непосредственное подчинение Патриарху Московскому и всея Руси.

## История
Кафа, древняя Феодосия — центр генуэзских владений в Северном Причерноморье была епархиальным центром католической епархии. Католические епископы в Кафе известны с 1318 года. Немецкий путешественник Штильберг в 1421 году пишет, что в Кафе три епископа: католический, армянский и греческий, подразумевая под греческим скорее всего митрополита Сугдеи, случайно оказавшегося там.
Город со смешанным населением, состоявшим преимущественно из греков и армян, и при господстве в нём католиков генуэзцев оказался благодатной почвой для унии. Поэтому появление здесь униатского епископа было делом вполне ожидаемым. Первое упоминание униатского епископа относится к 1464 году. После его смерти в 1468 году волей папы Римского и при содействии титулярного униатского патриарха Константинополя Виссариона на Кафскую кафедру был поставлен архиепископ Амасийский Пахомий, но по дороге в 1470 году был убит разбойниками. В 1472 епископом Кафы стал кафинский же священник Николай. Поставленный согласно папской булле для христиан Кафы и Солдайи (Сугдеи), он получил наименование Фулльского. Однако добраться до своей кафедры он смог только в конце 1474 года, а в 1475 году Кафа была захвачена османами.
Кроме католиков и униатов в городе большое число армян, принадлежавших к Армянской Апостольской церкви, но многие армяне принимали католицизм.
Католическая епархия вряд ли сохранилась после завоевания Кафы османами. Вероятно та же участь постигла и униатскую. Разгром города, который последовал за его захватом, не лишил значения этот важный пункт крымского побережья. Поэтому не удивительно, что в скором времени город был восстановлен уже под властью новых хозяев.

### Кафская митрополия
До учреждения православной Кафской митрополии местное православное население окормлялось митрополитом Сугдеи. Православная епархия Константинопольской церкви возникла здесь уже при турецком владычестве, в 1485 году.
Первый известный Кафинский владыка, митрополит Софроний, упомянут под 1546 годом.
В 1616 году к Кафской епархии была присоединена Сугдейская и Фулльская. С этого времени епархия получила наименование Кафской и Фулльской. Первым митрополитом Кафским и Фулльским стал Митрофан.
В 1666 года епархия была передана в управление митрополитов Амасийских, а в 1678 году — присоединена к Готфийской митрополии, причём Готфийские митрополиты некоторое время имели резиденцию в Каффе. Титул Каффского (в позднейшей форме «Кефайского») вошёл в титулатуру Готфийских владык: его носил и последний из них, святитель Игнатий Мариупольский во второй половине XVIII века, и сохранил его при переходе в юрисдикцию Русской Церкви.

### Феодосийское и Мариупольское викариатство
7 марта 1787 года в городе, при Введенском храме, была возрождена своя епископская кафедра как полусамостоятельное викариатство Екатеринославской епархии для окормления православных греков, которые стали активно переселяться в пределы Империи в эти годы. Викариатство получило название «Феодосийского и Мариупольского» в связи с тем, что Мариуполь служил последним местопребыванием последнего епископа древней Готфийской кафедры. Служить епископам Феодосийским было очень тяжело: отсутствие паствы, грамотных священников, знакомых с порядками русского церковного управления, большая ограниченность в средствах. Буквально по крохам восстанавливалась церковная жизнь полуострова.
Вскоре, хотя Феодосийские владыки сохранили прежний титул, их местопребывание было переведено под Карасу-Базар (ныне Белогорск). Здесь викарии пребывали в устроенном князем Потёмкиным Таврическим дворце с 1791 года и до упразднения кафедры 16 октября 1799 года.
В 1917 году или немного позже Феодосийское викариатство было возобновлено, но к началу 1930-х пресеклось.
31 мая 2010 было учреждено титулярное Кафское викариатство Корсунской епархии с местопребыванием во Франции.

### Феодосийская епархия
20 декабря 2012 года епархия была снова возрождена решением Священного Синода Украинской Православной Церкви, будучи выделенной из Симферопольской в пределах Феодосийского и Керченского благочиний. 7 июня 2022 года Русская православная церковь согласно прошению правящего архиерея приняла епархию в непосредственное каноническое и административное подчинение Московскому патриархату и включила в состав новообразованной Крымской митрополии.

## Епископы
Кафская митрополия (Константинопольский патриархат)
- упомянут в 1546 году — Софроний
- упомянут в 1590 году — Иоасаф
- упомянут в 1604 году — Иаков
- упомянут июнь 1616 — Митрофан — 1616—1631
- упомянут август 1631 — Парфений — 1631—1644
- июль 1644 — ноябрь 1655 — Кирилл
- июнь 1656—1666 — Мелетий
- 1666—1678 — в/у митрополитами Амасийскими

Феодосийское и Мариупольское викариатство Екатеринославской епархии (полусамостоятельное)
- 2 мая 1787 — 10 сентября 1790 — Дорофей (Возмуйлов)
- 5 июня 1791 — 5 октября 1792 — Моисей (Гумилевский)
- 27 февраля 1793 — 13 мая 1796 — Иов (Потёмкин)
- 29 мая 1796 — 7 января 1798 — Гервасий (Линцевский)
- 18 апреля 1798 — 16 октября 1799 — Христофор (Сулима)

Феодосийское викариатство Таврической (Крымской) епархии
- 1917—1919 — Андрей (Одинцов)
- 9 декабря 1921—1922 — Кирилл (Соколов) епархией не управлял
- 1922 — июль 1924 — Димитрий (Абашидзе), б. Таврический на покое
- 1926—1927 — Иоанн (Петропавловский)
- май 1928 — Григорий (Лебедев) назначение не принял
- 12 декабря 1928 — 8 июля 1930 — Дионисий (Прозоровский)
- 1929 — Константин (Дьяков) в/у, архиепископ Харьковский

Кафское викариатство Корсунской епархии
- 5 сентября — 24 декабря 2010 — Нестор (Сиротенко)
- 11 марта 2020 — 13 октября 2022 — Алексий (Заночкин)

Феодосийская епархия
- 20 декабря 2012 — 25 июля 2024 — Платон (Удовенко)
- с 25 июля 2024 года — 13 апреля 2025 — Тихон (Шевкунов) в/у, митр. Симферопольский
- с 13 апреля 2025 — Иларион (Карандеев)

## Благочиния
Епархия разделена на 2 церковных округа:
- Феодосийское благочиние
- Керченское благочиние

## Монастыри
- Кизилташский Стефано-Сурожский монастырь в селе Краснокаменка (мужской)
- Катерлезский Свято-Георгиевский монастырь в селе Войково (женский)